# Каарліська сільська рада (Аб'яський район)
Ка́арліська сільська рада (ест. Kaarli külanõukogu, рос. Каарлиский сельский совет) — сільська рада в Естонській РСР, адміністративно-територіальна одиниця в складі повіту Вільяндімаа (1945—1950) та Аб'яського району (1950—1954).

## Населені пункти
Сільській раді підпорядковувалися села: Тоотсі (Tootsi), Юлемийза (Ülemõisa), Каарлі (Kaarli), Ересте (Ereste).

## Історія
13 вересня 1945 року на території волості Рімму у Вільяндіському повіті утворена Каарліська сільська рада з центром у селищі Каарлі.
26 вересня 1950 року, після скасування в Естонській РСР повітового та волосного поділу, сільська рада ввійшла до складу новоутвореного Аб'яського сільського району.
17 червня 1954 року в процесі укрупнення сільських рад Естонської РСР Каарліська сільська рада ліквідована. Її територія склала північно-східну частину Галлістеської сільської ради.